# 邓冬
邓冬，中华人民共和国政治人物、全国脱贫攻坚先进个人。

## 生平
邓冬任宣威市双河乡党委副书记（挂职）、驻村工作队大队长兼梨树坪村第一书记，云南电网有限责任公司曲靖宣威供电局职工。因在脱贫攻坚战中作出突出贡献，2021年2月25日全国脱贫攻坚总结表彰大会上，邓冬被授予“全国脱贫攻坚先进个人”。